# Амоноідеї
Амоноіде́ї (лат. Ammonoidea), часто амоні́ти — підклас вимерлих головоногих молюсків, що існував у палеозої та мезозої (409—65 млн років тому). Характерною особливістю цих молюсків була зовнішня раковина, зазвичай закручена в спіраль. Амоноідеї мають важливе значення для датування осадових порід, будучи поширеними й типовими представниками морської фауни свого часу.

## Будова

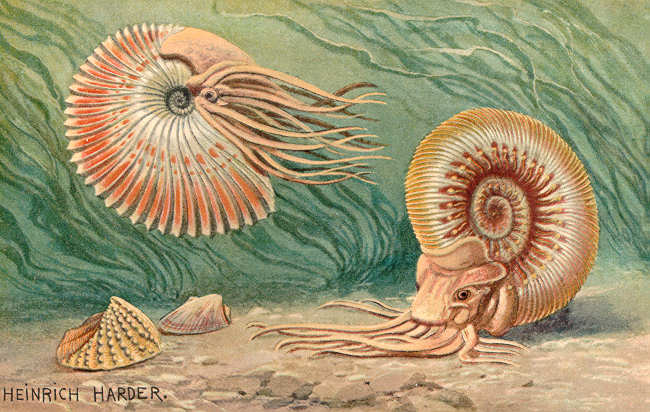
Реконструкція вигляду амоноідей

Більшість амонітів мали зовнішню раковину, завиту в спіраль. Переважно завитки перебували в одній площині (мономорфні раковини), але зрідка в кількох, надаючи раковині асиметричності (гетероморфні раковини). Траплялися напівзакручені, гачковидні та прямі. Раковина амонітів поділялася на кілька камер, кожна наступна була більша за попередню. Тіло молюска займало останню, решту ж заповнювали гази та рідина, завдяки чому багато амонітів вільно плавали в товщі води. Крізь камери проходила трубка — сифон, якою молюск регулював плавучість. На відміну від подібних за будовою наутилусів, перегородки між камерами в амонітів були гофровані, а сифон пролягав не по центру, а ближче до внутрішньої чи зовнішньої стінки. Довжина житлової камери варіювалася від 0,5 до 2 оборотів. Стінки раковини складалися з двох призматичних шарів і одного перламутрового між ними. В деяких видів міг нарощуватися додатковий внутрішній органічний шар. Зовнішня поверхня раковини бувала як гладкою, так і ребристою. Раковина складалася з тісно припасованих одна до одної пластин: гоніатитних (з плавними краями, іноді кількома гострими кутами), кератитних (з краями хвилястої форми) або амонітичних (з краями складної гіллястої форми). Закривалася раковина пластинами (аптихами), розміщеними над головою, що також могли слугувати щелепами для утримання та подрібнення їжі. Розміри раковин коливалися, залежно від виду, від 1—2 см до 2 м у діаметрі. Типові розміри — 2—40 см. Товщина складала від часток міліметра до 1 см.
Імовірно, стравохід амоноідей був жорстким, з хітиновими покривами. Органами дихання слугували зябра. Вважається, що амоноідеї не мали чорнильного мішка. На голові містилися 8—10 щупалець, імовірно без присосок і гачків, на відміну від сучасних головоногих. Можливо, в деяких видів щупальці поєднувались мембраною. Амоноідеї володіли розвиненими очима, що містилися в капсулах зі щільної сполучної тканини. В разі небезпеки голова ховалася в раковині та закривалася аптихами.

## Спосіб життя

### Середовище життя
Амоніти населяли виключно моря з нормальною солоністю, не зустрічаючись у внутрішніх морях з підвищеною солоністю, або гирлах річок, де солоність зменшена. Різні їхні види проживали на різній глибині, зазвичай 50—250 м. Припускається, що плаваючим амоноідеям була характерна добова міграція на різні глибини. До розквіту костистих риб, імовірно займали їхні екологічні ніші.

### Харчування
Більшість амонітів вільно плавали в товщі води та були хижаками, рідше падальниками. Харчувалися, залежно від виду, планктоном, ракоподібними, рибами. Здобич захоплювали щупальцями, а ті, що харчувалися планктоном — можливо також міжщупальцевою мембраною. Аптихи амоноідей могли утримувати порівняно велику здобич або й подрібнювати її завдяки зубчикам на краях. Амоноідеї мали радулу, котрою перетирали їжу.

### Розмноження
Амоніти продукували велику кількість яєць діаметром 1—2 мм. Втім, є свідчення, що вони, на відміну від багатьох інших молюсків, були живородними. Молюски вилуплювалися з яєць вже в тілі самиці. Цим молюскам був властивий виражений статевий диморфізм — самиці зазвичай у 2—10 разів перевищували за розміром самців, а зрідка навіть у майже 100 разів.

### Онтогенез
Вилупившись, молюски (так звані амонітели) не мали раковини й харчувалися планктоном. Аптихи ж виникали дуже рано, що свідчить про їхнє застосування у харчуванні. Поїдаючи планктон з вапняковими покривами, амонітели нарощували первинну раковину (проконх), що доповнювалася камера за камерою.

## Ряди
- Anarcestida
- Clymeniida
- Goniatitida
- Prolecanitida
- Ceratitida
- Phylloceratida
- Lytoceratida
- Ammonitida

## Амоніти в культурі
Назва «амоніти» походить від імені єгипетського бога Амона. Стародавні греки зауважили, що раковини молюсків нагадують баранячі роги, з якими зображався Амон.
У середньовічній Європі амоніти були відомі під назвою «зміїні камені» за схожість зі скрученими зміями. З ними пов'язана легенда про святого Патрика, що начебто перетворив усіх змій в Ірландії на камені. Цим пояснювалось чому там не зустрічаються ці плазуни, але є багато раковин амонітів. Також обернення змій на камінь приписувалося святій Гільді, що нібито здійснила це на місці будівництва абатства в англійському місті Вітбі. Подекуди на амонітах вирізьблювали зміїні голови як ілюстрація цих легенд.
Деякі індуїсти в околицях річки Ґандакі та в Непалі вважають амонітів дисками, котрі носив у руках бог Вішну.

## Галерея

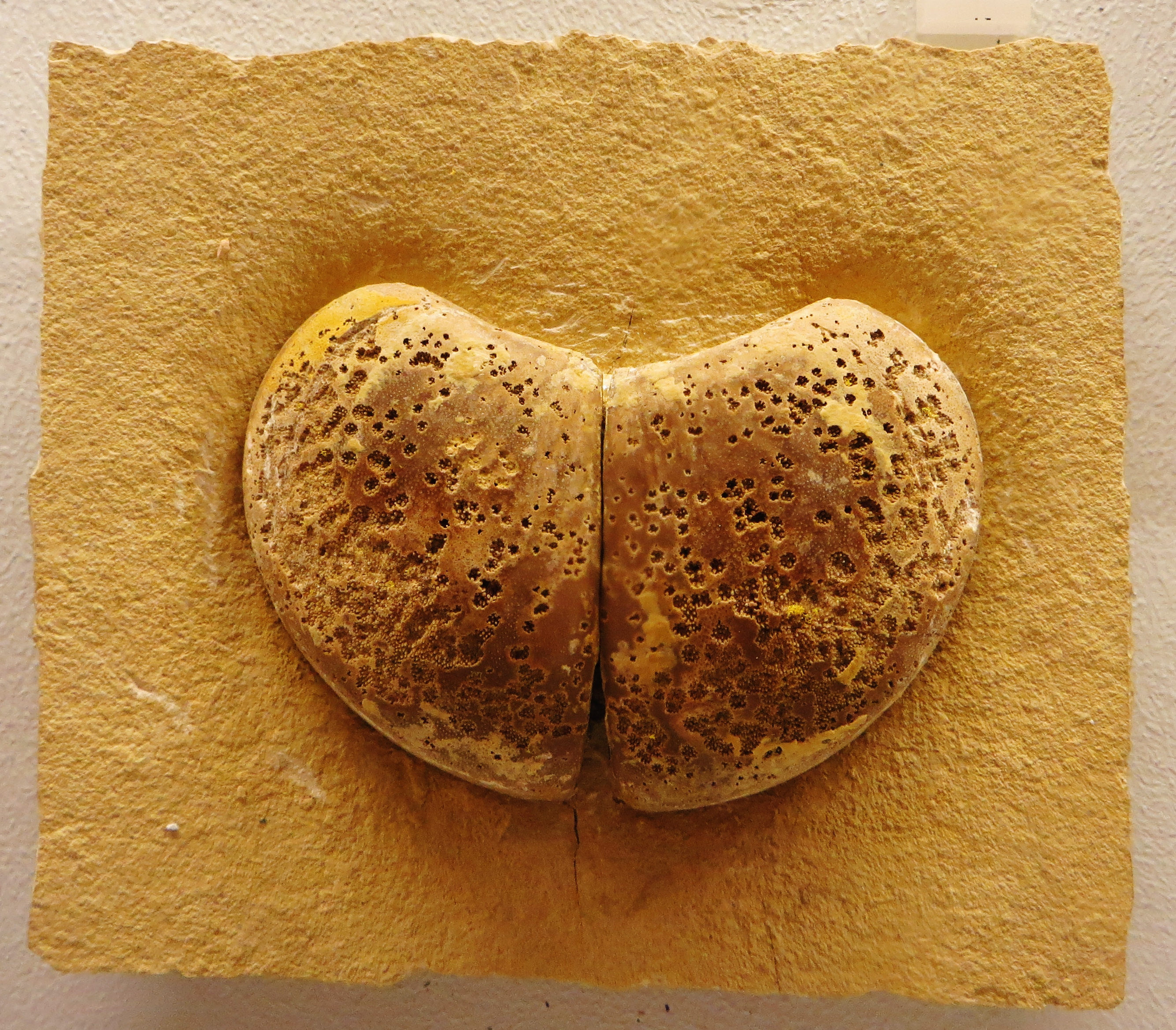
Аптихи амоніта
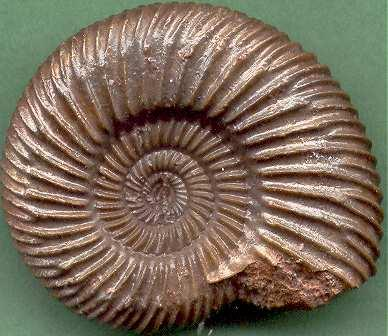
Parkinsonia parkinsoni
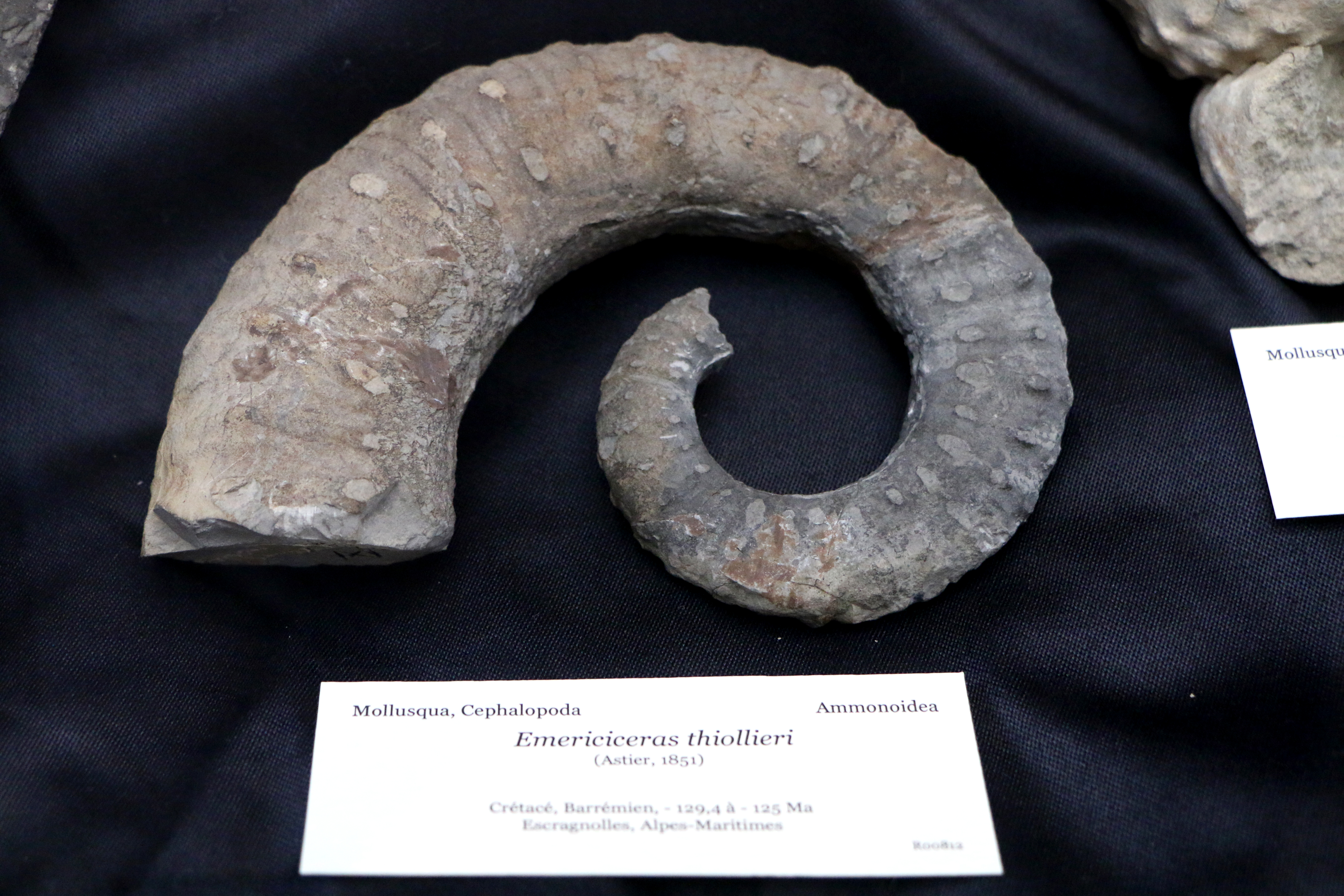
Emericiceras thiollieri
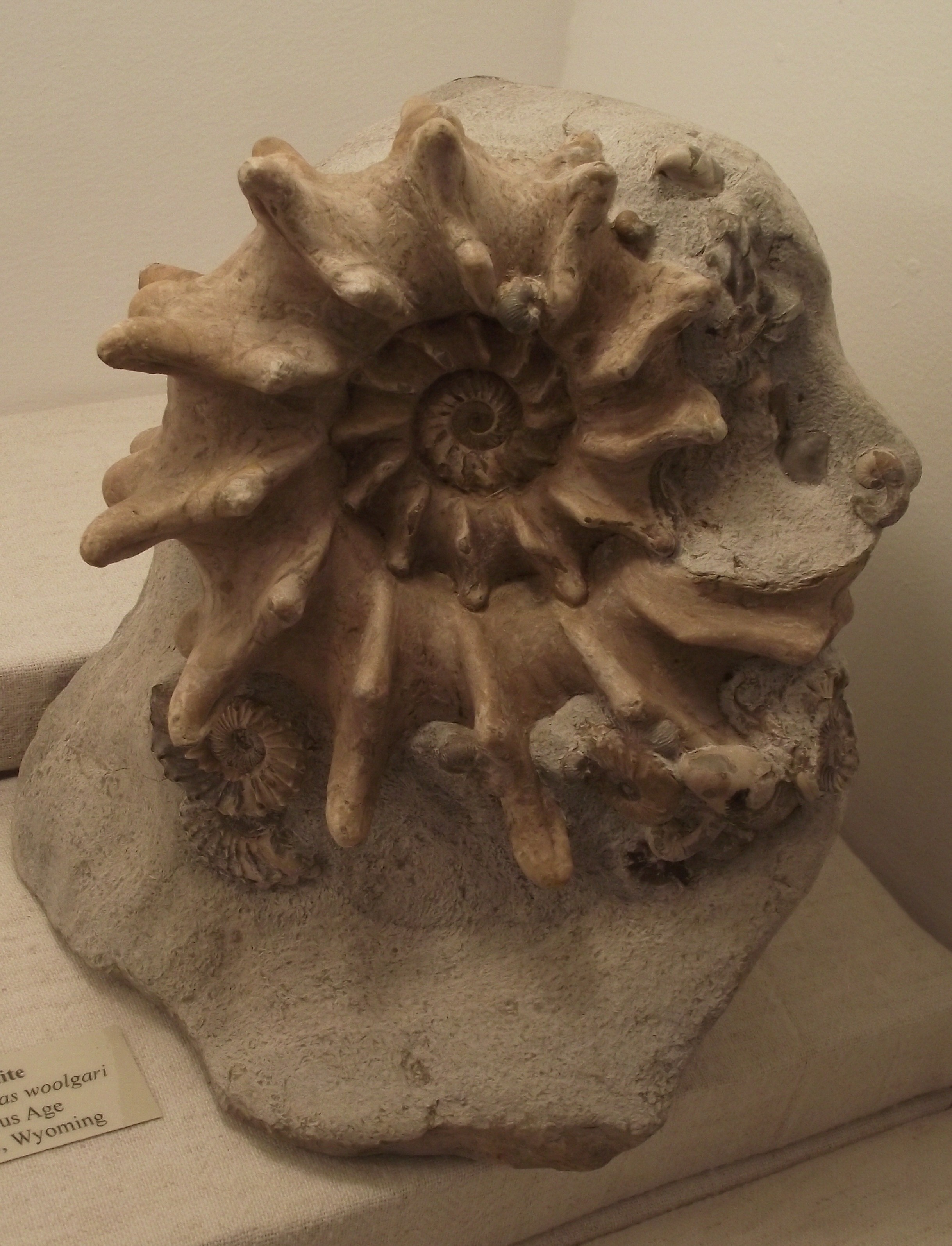
Collignoniceras woolgari
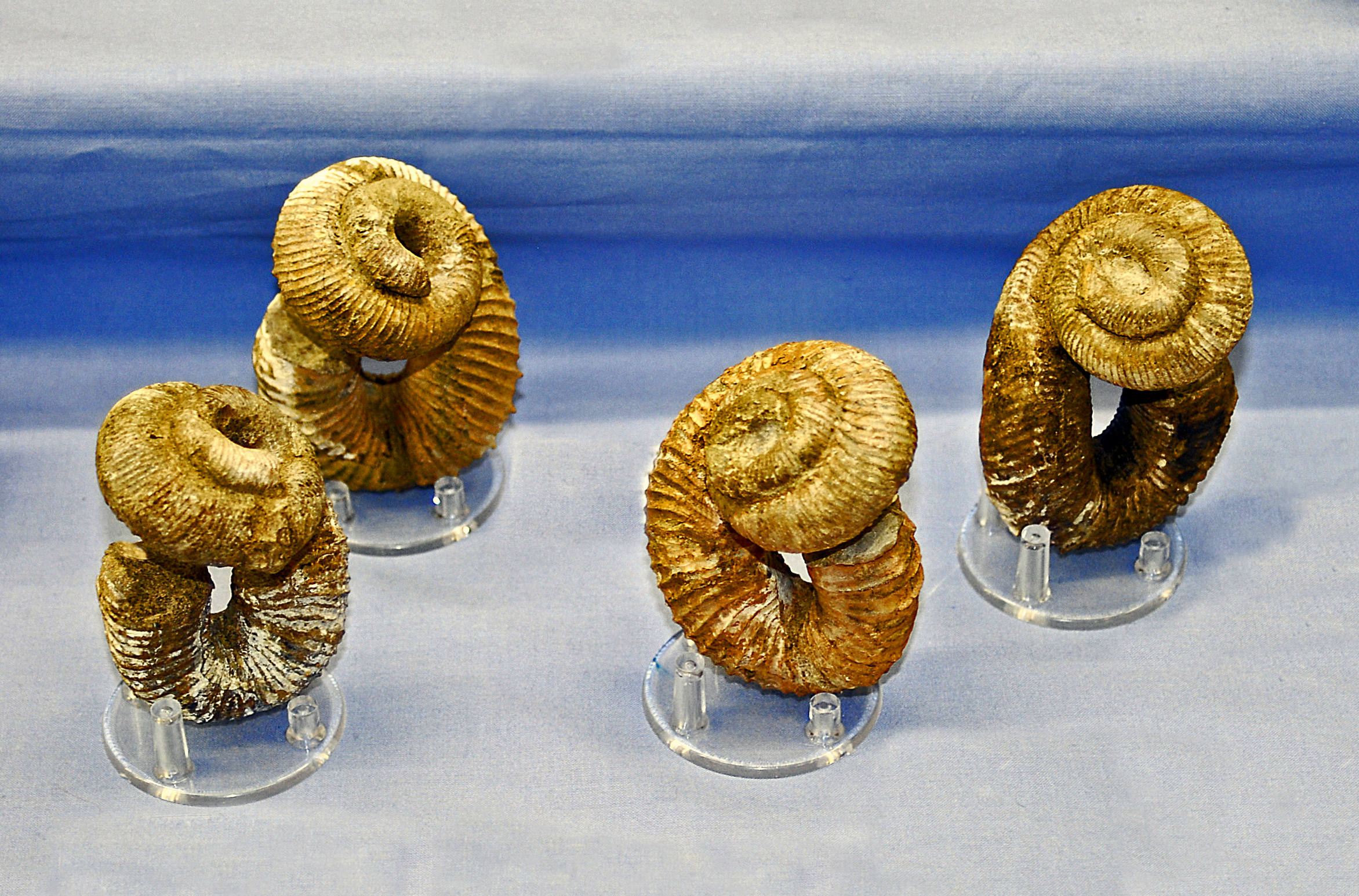
Nostoceras malagasyense